# Rita Sahu
Rita Sahu é uma política indiana que pertence ao partido Biju Janata Dal. Ela foi eleita membro da Assembleia Legislativa de Odisha de Bijepur em 24 de outubro de 2019. O seu marido foi eleito três vezes em Bijepur. Embora o seu marido fosse um político do Congresso Nacional Indiano, ela é uma política do Biju Janata Dal. Após a sua morte, Sahu foi eleita MLA de Bijepur em 28 de fevereiro de 2019 e serviu até 24 de maio de 2019.